# Аркибуджи, Франческа
Франче́ска Аркибу́джи (итал. Francesca Archibugi; 16 мая 1960, Рим, Италия) — итальянский кинорежиссёр, сценаристка и актриса.

## Биография

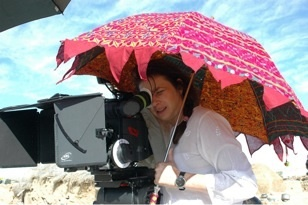
Аркибуджи в 2005 году

Франческа Аркибуджи родилась 16 мая 1960 года в столице Италии — Риме — в интеллигентной семьи. Её старший брат — политический и экономический теоретик Даниэле Аркибуджи (род.1958). Аркибуджи начала изучать актёрское мастерство с Алессандро Ферзеном и, в итоге, окончила «Экспериментальный киноцентр» у себя на родине по специальности «кинорежиссёр».

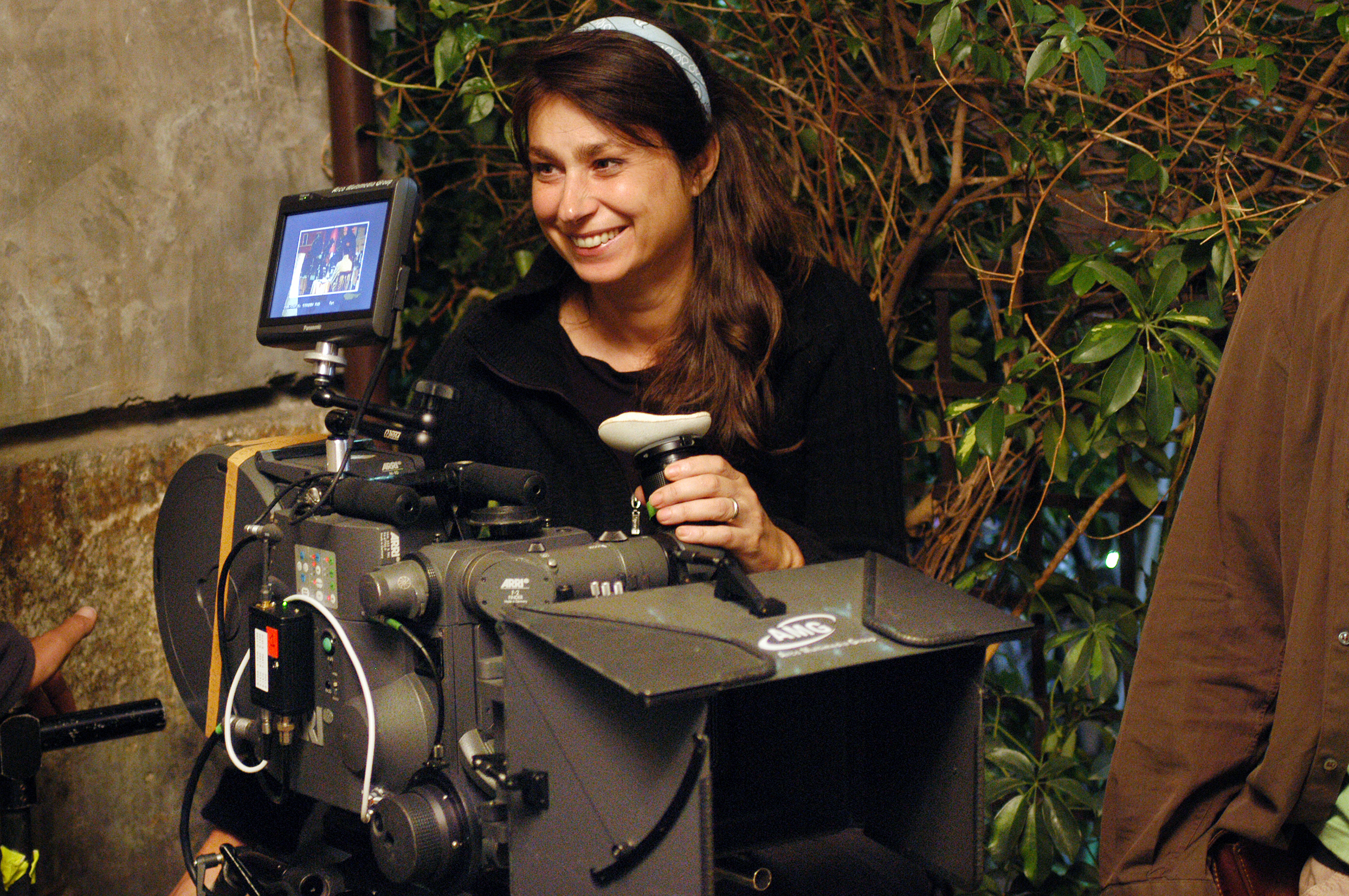
Аркибуджи в 2011 году

Изначально свою карьеру в кинематографе Франческа начала как актриса, но она снялась лишь в 7-ми фильмах и телесериалах в период 1978—2008 годов, так как в итоге она отдала предпочтение кинорежиссуре и написанию сценариев. По состоянию на январь 2017 года, Аркибуджи сняла 18 фильмов и телесериалов, а также написала сценарии к 18-ти фильмам и телесериалам. Имеет двадцать четыре различных кинонаграды и была номинирована ещё на восемнадцать.
Франческа замужем за музыкантом Баттистой Лена, от которого имеет троих сыновей. Семейство проживает на два дома — в Риме и Тоскане. Имеют пять кошек и одну собаку, а также занимаются садоводством. 